# Département de Las Heras
Pour les articles homonymes, voir Las Heras.
Le département de Las Heras est une des 18 subdivisions de la province de Mendoza, en Argentine. Son chef-lieu est la ville de Las Heras.
Le département a une superficie de 8 955 km2. Sa population était de 182 962 habitants, selon le recensement de 2001 en hausse de 16,88 % par rapport à 1991 (source : INDEC). En 2007, on l'évaluait à 201 821.

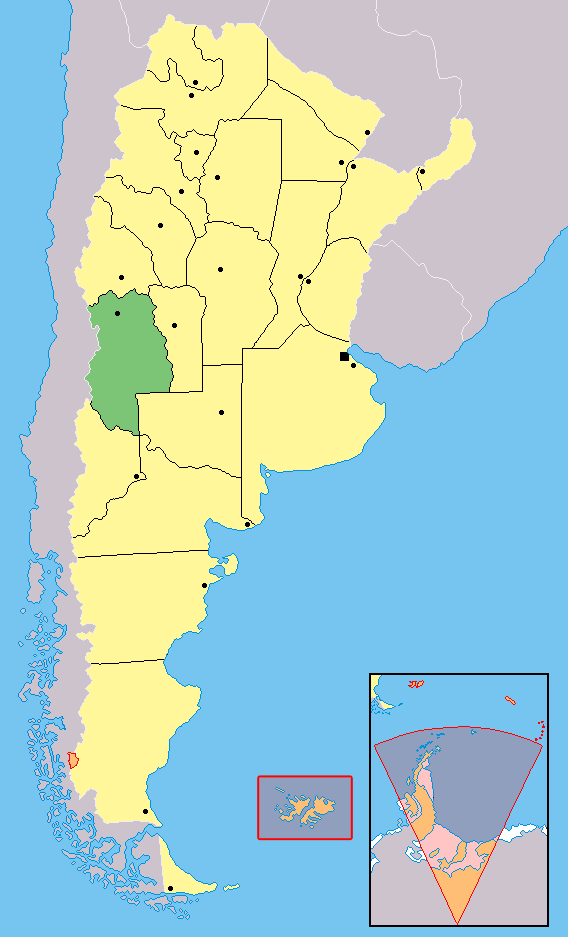
Localisation de la provincede Mendoza en Argentine

## Villes principales
- El Plumerillo
- Las Cuevas
- Las Heras
- Panquehue
- Los Penitentes
- Blanco Encalada
- Uspallata